# Ile Padung
Ile Padung is een bestuurslaag in het regentschap Flores Timur van de provincie Oost-Nusa Tenggara, Indonesië. Ile Padung telt 1149 inwoners (volkstelling 2010).